# Августин, Аларих
Аларих Августин (нем. Alarich Augustin, 2 марта 1912 — после 1997) — немецкий этнограф, унтерштурмфюрер CC, руководящий сотрудник Аненербе.

## Биография
С 1930 г. изучал историю, фольклор, этнографию, философию и немецкий язык в Ростоке и Марбурге. В 1937 г. защитил кандидатскую диссертацию. Работал ассистентом в Ростоке. Штудиенреферендар (1937). Был ассистентом у Германа Вирта.
1 сентября 1931 г. вступил в НСДАП, в 1932 г. — в СА и Национал-социалистический союз студентов. 1 апреля 1933 г. перешёл в CC. В 1935—1936 гг. фахгруппенляйтер, с 1936 г. заместитель гауляйтера, затем гауляйтер Национал-социалистического союза студентов в Мекленбурге. 7 ноября 1939 г. добровольцем вступил в ваффен-СС.
Аненербе обратило на Августина внимание ещё в 1936 г. Сначала он начал работать в отделе «Германский научный потенциал в действии», где стал сотрудником Ханса Шнайдера, а затем возглавил подотдел Аненербе «Фландрия». Занимался распространением национал-социалистической идеологии в Бельгии.
После войны стал штудиенратом в Вуппертале, вместе с Германом Виртом стал членом попечительского комитета по созданию Европейского музея по истории древних сообществ. Создал организацию Германское унитарное религиозное сообщество (DUR) (считается некоторыми исследователями сектой), под прикрытием которого в 1970-80-е гг. выпускал различные материалы нацистского характера.

## Сочинения
- Germanische Sinnbilder als Hofgiebelzeichen: das Schwanengiebelzeichen in Niederländisch-Friesland. — Berlin: Ahnenerbe-Stiftung Verl., 1942.